# NBCSN

NBC 스포츠 네트워크는 NBC의 스포츠 전문 방송 채널로, DirecTV 등에서 송출된다.

## 연혁
1995년에 런칭했는데, 당시에는 Outdoor Life Network(OLN)이라는 이름으로 런칭을 했었다. 당시에는 낚시, 등산 관련 프로그램을 방영했다. 그러다 2006년에 Versus로 변경되었고, 2012년 1월까지 이름이 유지되었고, 2012년 2월에 명칭이 변경되었다.

## 방송 채널 목록
미국에서 송출 중인 채널 번호는 다음과 같다.
- AT&T U-verse- 640번(SD), 1640번(HD)
- 버라이즌 FiOS- 90번(SD), 590번(SD)
- 디렉TV- 603번(SD/HD), 604번(SD)/604-1번(HD) (참고로 NFL이 중계하게 될 경우에는 채널 번호가 변경돼서 나온다.)
- 디시 네트워크- 151번(SD/HD)